# Vadmalsbroderi

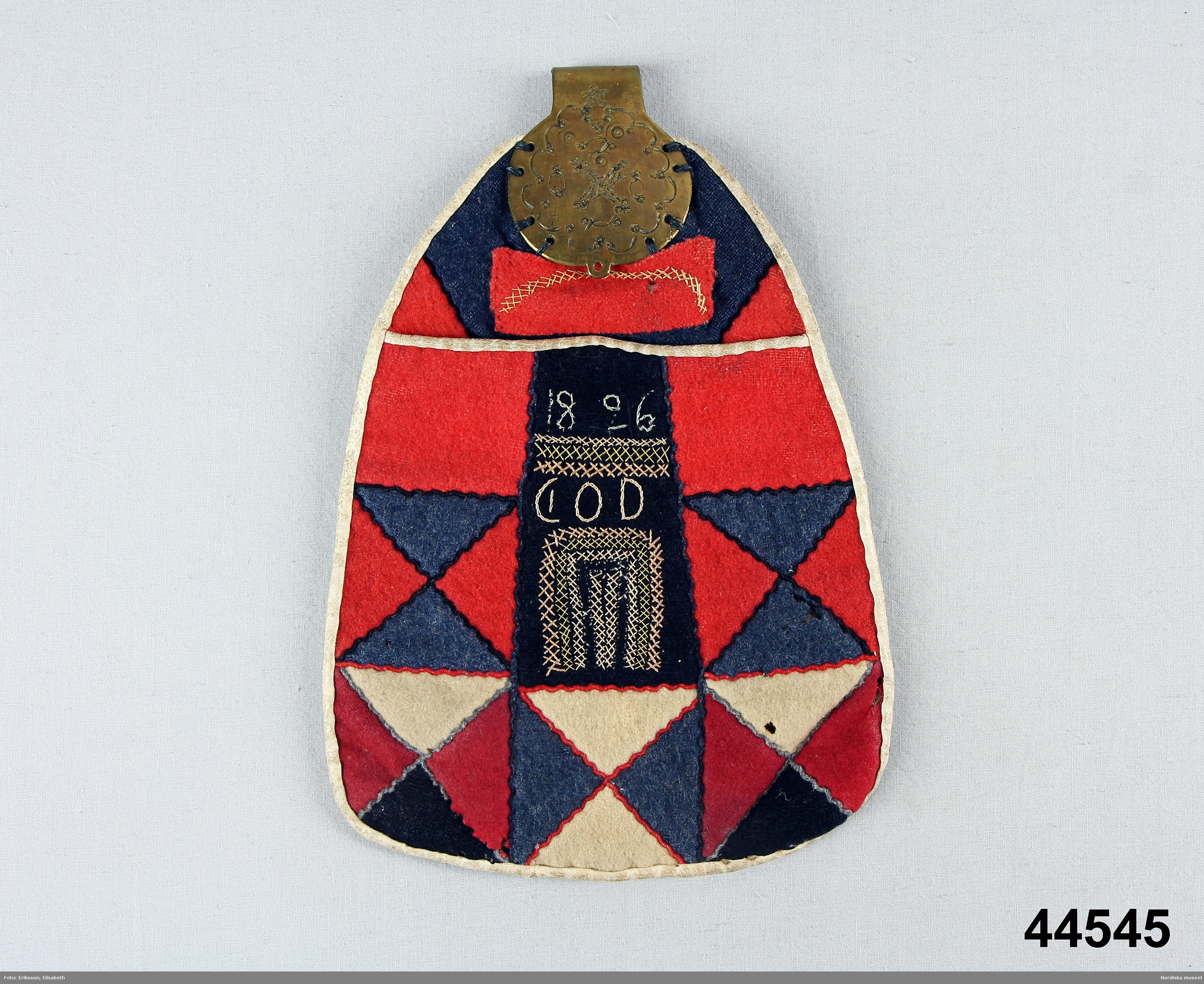
Kjolväska med olikfärgade vadmalsbitar sammanfogade med skarvsöm. Detta kallas ibland vadmalsbroderi.

Vadmalsbroderi är ett broderi med skarvsöm där olikfärgade bitar av vadmal sammanfogas till ett mönster. Eftersom tyget är valkat rispar det inte upp sig i kanterna.